# Свемирски змај
Свемирски змај је драма за децу српског академика, књижевника, драмског писца, сценаристе и редитеља Душана Ковачевића. Ова једночинка је једна од његових раних комедија и написана је 1973. године. Намењена је деци, као увод у игре одраслих, како гласи њен поднаслов.
Драма је писана за дечји програм РТС-а, а у позоришту је премијерно изведена 9. новембра 1981. године, у Малом позоришту „Душко Радовић” у Београду.
По новом програму наставе и учења драма Свемирски змај Душана Ковачевића уврштена је у програм обавезне лектире за седми разред основне школе у Србији.

## О драми
Као и за друге драмске текстове Душана Ковачевића и за драму Свемирски змај карактеристично је непостојање јасних жанровских разлика. и она је, уз апострофирање друштвене стварности, проткана смешним и озбиљним, узвишеним и ниским, лепим и ружним. Ковачевићев хумор нема елементе сатире и није израз лицемерне пакости, већ је добронамерно лековит и указује на лоше појаве у јавном животу и круте карактере и поступке, људске слабости и лоше склоности. У овој драми писац не повлађује дечјем узрасту, већ драмском тексту прилази одговорно и са уважавањем публике која га чита, њихове игре и посебно маштовитости. Све је писано према законитостима врхунског драмског дела.

### Јунаци драме
Главни јунаци драме су деца: 
- Миле Пиле,
- Уображена Сања,
- Влаја Научник
- Мића Понављач
- Слинави Јован

Осим њих ту је и неколицина одраслих, једна мачка и ветар.

### Радња драме
Радња драме се дешава у великом дворишту у малом граду, током летњег распуста. Главни јунаци - деца смишљају како да испуне време. Њима све игре са јасним правилима (попут жмурки, качење на трамвај и сличних) брзо досаде. Њихову пажњу, време и енергију највише заокупља прављење змаја јер ту нема унапред задатих правила, осим основних које морају да испоштују да би змај био употребљив: да сам змај има тело и канап, да има ветра који ће га подићи и простора где ће полетети. Од чега ће и какав бити змај, куда ће летети деца слободно, по својим замислима стварају, што њихову игру чини креативном — деца сама осмишљавају неку идеју, посао, игру која није пуко маштање, него има своју намену и корисност.
Радња се заснива на антагонизму и конфликтима деце и одраслих кроз комичне ситуације, духовите реплике и маштовиту игру деце. Одрасли се са носталгијом сећају свог детињства, али немају разумевања за поступке данашње деце. Сцене које посебно привлаче пажњу јесу сусрет деце са светским путником који путује авиоједромобилом – превозним средством које може да лети, једри и вози по земљи, као и веома необично суђење ветру.